# Svenska serier 1910–1940
Svenska serier 1910–1940 är en beskrivning av den svenska seriehistorien mellan världskrigen. Utvecklingen tog fart redan på 1910-talet, i och med att tecknade serier hittade ett nytt hem i den svenska veckopressen.

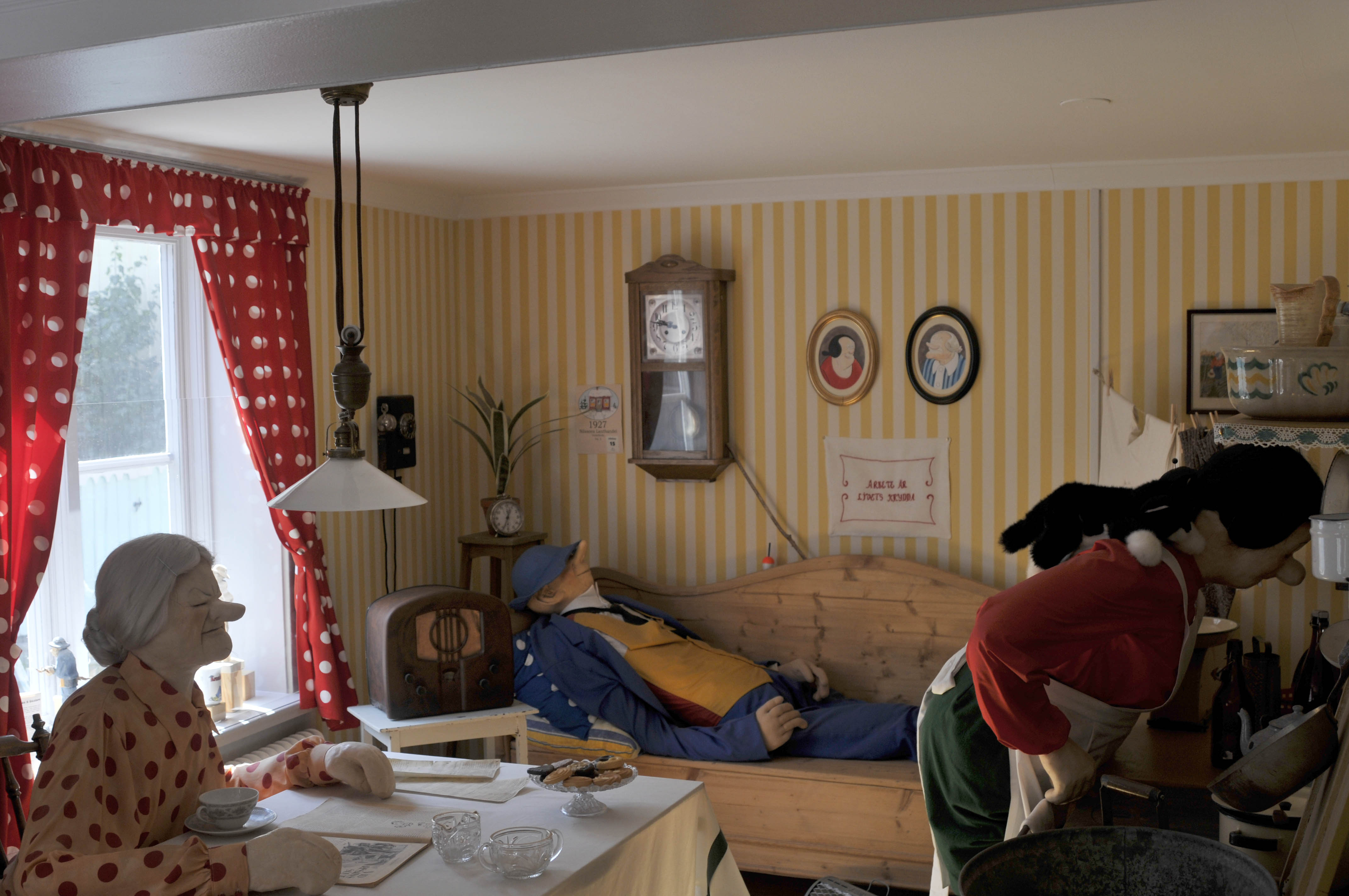
I museet i Wadköping finns en uppbyggd miljö med Kronblom, flankerad av både svärmor och Malin.

## Allt för AllaochVårt Hem
1912 inledde förlaget Åhlén & Åkerlund sin utgivning av veckotidningen Allt för Alla. Veckotidningar av olika slag hade publicerats i flera årtionden, men till skillnad från sina föregångare kom snart varje nummer av Allt för Alla att innehålla svensktecknade serier. Redan efter några veckor inleddes publiceringen av Knut Stangenbergs Fridolf Celinder – en långkörare som kom att fortgå i tre decennier, tills upphovsmannen avslutade serien 1940. Fridolf Celinder fick snart sällskap av ytterligare serier, däribland Axel Bäckmans Burre-Busse (1917), Petter Lindroths Jocke, Nicke och Majken (1921), Nils Ringströms Pelle och Kickan (1923), Elov Perssons Kronblom (1927) och Rudolf Peterssons 91:an Karlsson (1932) samt flera barnserier av Gunila Stierngranat.  91:an Karlsson tecknades ursprungligen till manus av den oidentifierade signaturen "Kadudd" och därefter av Knut Bengtsson, "Kåbeson", innan Petersson själv tog över författandet.
1932 gick Allt för Alla upp i systertidningen Vårt Hem, men dess framgång med svenska originalserier hade då redan föranlett liknande satsningar bland flera andra veckotidningar. I Vårt Hem hade Axel Bäckman etablerat flera serier: Påhittiga Johansson, Rulle Rustibus och Tvillingbröderna, vilka nu fick sällskap av Allt för Allas etablerade Fridolf Celinder, Kronblom, 91:an Karlson och Gunila Stierngranat, liksom av Knut Stangenbergs nya serie Münchhausen-Bravader. 1934 följde Torvald Gahlins Klotjohan.

## Andra veckotidningar
Skämttidningen Kasper gjorde 1919 ett försök med Victor Bergdahls serieversion av den animerade filmfiguren Kapten Grogg. Epokens främsta serie, och den enda som nådde en vidare internationell publik, skapades dock påföljande år, 1920, i konkurrenten Söndags-Nisse – Oscar Jacobssons pantomimserie Adamson. Redan 1922 sålde Jacobsson serien till USA, varifrån den spriddes vidare till länder som Tyskland, Storbritannien, Frankrike, Japan och Kina. Jacobsson fortsatte teckna serien till sin död 1945 då den togs över av dansken Viggo Ludvigsen, samtidigt som en alternativ amerikansk version också producerades.
Bland övriga veckotidningars svenska serieutbud märks Elov Perssons Agust som fick premiär i Hela världen 1928; Jan-Erik "Rit-Ola" Garlands Biffen och Bananen som skapades 1936 för Folket i Bild; Eva Billows Kajsa och Snurran, publicerad i Svenska Journalen från 1925 till 1961, Gösta Bjelkebos Trubb och Snutt som publicerades i den ansedda Hvar 8 dag; Helge Forslunds Filimon som gick i Lektyr från 1923 till 1964; Einar Lindbergs båda serier Sympatiska Filip och Kaspersson (den senare skapad av Elov Persson 1925 men överlämnad till Lindberg redan påföljande år) som först publicerades i Smålänningen och därefter i Kvällsstunden; och Emil Brincks Fabian som startade i Allas Veckotidning 1931 och pågick i närmare tre decennier. Också Konsumentbladet/Tidningen Vi publicerade tidigt flera originalserier, däribland Oscar Jacobssons Abu Fakir, Ossian Elgströms Asarna och Ivar Starkenbergs Rotbom.

## De första barntidningarna
Redan 1892 hade Folkskolans barntidning (senare Kamratposten och därefter KP) påbörjat sin utgivning, och med tiden blev det allt vanligare att utgåvorna innehöll en eller ett par sidor serier. Under de första åren var merparten av upphovsmännen anonyma, men med tiden kom diverse fristående serier av A.T. Byberg att bli vanligt förekommande. 1932 ersattes dock Byberg i stor utsträckning av trion Einar Norelius (Snurrebocken, 1932-1936, Hux och Flux, 1936-1938, och Rita själv!, 1938-1940), Gunila Stierngranat (Eva-Maria och Ingegerd, 1932-1938) och Kerstin Frykstrand (Muff och Tuff, 1933-1939, samt flera fristående serier). Därefter följde bland andra Kjell Wiborgh (Svarte Rudolf, 1938-1940).
A.T. Byberg var dock under större delen av 1900-talets första hälft framför allt aktiv i Ungdomens Nykterhetsförbunds magasin Sveriges Vår (utgiven 1908-1970), där bland annat hans serie Lilleman publicerades. I Sveriges Vår trycktes därutöver också bland annat Helfrid Selldins och Severin Schiölers Tott och Tullan (1929-1931), samt ett flertal fristående serier av kreatörer som Maja Synnergren och Eva Andersson.
Den kanske mest ihågkomna av epokens barnserier torde dock vara Birgitta Lilliehööks Spara och Slösa, ett stående inslag i Sparbankens Lyckoslanten från tidningens första nummer, 1926, till Lilliehööks pensionering 1963. Under 1930-talet tillkom Pyret och Lasse av Sture Ramberg, vilken inte avslutades förrän på 1960-talet, och Rustibus och Yrhätta av Georg Klinghammer.

## Dagspressen
Seriesyndikatet Bulls Press grundades 1929 och kom att distribuera ett flertal serier från USA till de svenska dagstidningarna. De amerikanska serierna kom snart att fylla nyhetstidningarnas seriesidor, men ett antal svenska originalserier – flera hade etablerat sig före Bulls inträde på marknaden – lyckades likväl hävda sig.
I Svenska Dagbladet huserade Nils Ringströms Jag ock min bror under 1920- och 1930-talen, och 1934 publicerades den första av flera barnserier av Einar Norelius, som skulle teckna serier för tidningen ända in på 1960-talet. Dagens Nyheters serieutbud inleddes 1920 med Carl Agnar Jacobssons Herr Carl Ferdinand Lundin på underbara äventyr, vilken följdes av bland andra Claes Lundegårds Sådant händer. Under rubriken För de unga och de yngsta publicerade DN dessutom flera barnserier, från upphovsmän som Mollie Faustman (Tuttan och Putte etc), Lena Åkerbladh (Stumpan etc), Hedvig Rosendahl och Ester Gill.

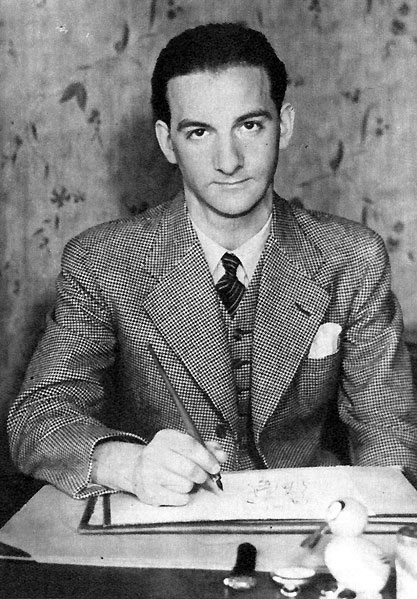
Torvald Gahlin (fotot från ca 1935) syntes med Fredrik i Göteborgs Handels- och Sjöfartstidning.

Andra dagspresserier under 1920- och 1930-talet var Ruben Lundquists Herr Knatt och Sten Rinaldos Ba-Ba i Stockholms-Tidningen, Ludvig Johnsons Basker-Ville i Örebro-Kuriren, Hubert Lärns Rudolf Naftalin i Göteborgs-Posten, och Torvald Gahlins Fredrik i Göteborgs Handels- och Sjöfartstidning.

## Julalbum och den första serietidningen
Seriernas popularitet kom också att innebära att utgivningen av seriealbum snart kom igång; under flera decennier var det dock i allt väsentligt frågan om samlade serier från vecko- och dagspress. Redan 1907 utkom den första av flera samlingar med Mannen som gör vad som faller honom in och andra teckningar av OA, i ett utförande snarlikt 1800-talets Karrikatyr-häften. 1921 utkom det första julalbumet med Adamson, en utgivning som skulle fortgå oavbrutet till 1950. Samma år kom ett album som samlade avsnitt av Carl Ferdinand Lundin, vilken följdes av utgåvor med Jag ock min bror (1922 och 1923), Kapten Grogg (1923), Fridolf Celinder (1924), Sådant händer (1924, 1925 och 1934), Tuttan och Putte (1926 och 1934), Rotbom (1928-1934), Kajsa och Snurran (1929), Trubb och Snutt (1929), Rudolf Naftalin (1929), Jocke, Nicke och Majken (1929 och 1935), Lilleman (1930, 1935, 1940 och 1949), Tott och Tullan (1931), Stumpan (1934 och 1937), Basker-Ville (1935), Münchausen-bravader (1936), Påhittiga Johansson (1937-1940 och 1947), Filip och Kaspersson (1937-2008), Ba-Ba (1939), Klotjohan (1940) samt de idag (2013) ännu pågående Kronblom (första utgåvan 1930), Agust (1931) och 91:an Karlsson (1934).
1937 utkom det första numret av Åhlén & Åkerlunds Musse Pigg-Tidningen. Magasinet har sedermera kommit att förstås som Sveriges första serietidning; den presenterades visserligen som en barntidning, men andelen seriesidor var påtagligt högre än i tidningar som Folkskolans barntidning och Sveriges Vår. Merparten av serierna i tidningen skapades av Birger Allernäs och Roland Romell, assisterade av bland andra Åke Skiöld, men här återfanns också en ny omgång av Victor Bergdahls Kapten Grogg och Jan-Erik Garlands nya serie Ekenkisarna Loffe och Tjoffe. Tidningen lades ner påföljande år, och totalt utkom 23 nummer.